# Regina Martínez Pérez
 (décembre 2020).
Si vous disposez d'ouvrages ou d'articles de référence ou si vous connaissez des sites web de qualité traitant du thème abordé ici, merci de compléter l'article en donnant les références utiles à sa vérifiabilité et en les liant à la section « Notes et références ».
Regina Martínez Pérez, née le 7 septembre 1963 à Rafael Lucio (Mexique) et morte le 28 avril 2012 à Xalapa (Mexique), est une journaliste mexicaine spécialisée dans le crime pour Proceso, revue hebdomadaire mexicaine de centre-gauche connu pour ses reportages sur le milieu politique et sociale.

## Biographie
Née dans un petit village de l'État de Veracruz, Martínez Pérez quitte sa ville natale pour des études journalisme à l'Université de Veracruz. Après l'obtention de son diplôme universitaire, elle travaille pour la société de télévision publique de Chiapas au début des années 1980, mais elle rencontre diverses formes de censures qui l'amènent à poursuivre sa carrière journalistique dans la presse écrite. Après cinq années à Chiapas, elle revient à Veracruz et travaille à travers plusieurs journaux locaux. A travers ses reportages à Veracruz, elle dénonce ouvertement les violations des Droits de l'Homme, la corruption politique y compris gouvernementale, les abus de pouvoir et suit les différentes affaires liées au trafic de drogue, tout cela lui valant des inimitiés.
Le matin du 28 avril 2012, Martínez Pérez est assassinée chez elle à Xalapa après avoir été rouée de coups. Un suspect est arrêté en octobre 2012 et avoue le meurtre, les autorités mexicaines conclurent alors que le mobile du crime est le vol. Toutefois, le suspect revient sur ses déclarations et dénonce avoir été torturé et menacé par les autorités pour mentir et avouer le meurtre. Se basant uniquement sur les aveux de ce suspect, les enquêteurs incriminent ainsi le suspect malgré l'absence d'autres preuves comme les empreintes génétiques et les échantillons ADN sur les lieux du crime qui ne correspondent pas au suspect selon des sources proches du Comité pour la protection des journalistes.
Le Comité pour la protection des journalistes, la revue Proceso et plusieurs journalistes et organisations de la liberté de la presse dénoncent les irrégularités de l'enquête et mettent en question la légitimité de toute l'affaire. Ils pensent que l'assassinat de leur consœur entre dans une campagne d'intimidation contre les personnes enquêtant sur les liens entre les trafiquants de drogue et les politiciens de l'État de Veracruz.